# Haddadus plicifer
Haddadus plicifer is een kikker uit de familie Craugastoridae. De soort werd voor het eerst wetenschappelijk beschreven door George Albert Boulenger in 1888. Oorspronkelijk werd de wetenschappelijke naam Hylodes plicifera gebruikt.
De soort is endemisch in Brazilië.